# Partei der Massen für Arbeit
Die Partei der Massen für Arbeit (französisch: Parti des Masses pour le Travail-Albarka, Kürzel: PMT-Albarka) ist eine politische Partei in Niger.

## Geschichte
Die Partei der Massen für Arbeit wurde am 8. Juni 1992 gegründet. Die Partei entstand durch den Zusammenschluss der Partei für die Befreiung der Arbeit (PLT-ALbarka) und der Union der Massen für demokratische Aktion (UMAD-Aïki), die beide am 15. Februar 1991 vom Innenministerium zugelassen worden waren. Der erste Parteivorsitzende des PMT-Albarka war Idi Ango Omar, der frühere PLT-Albarka-Vorsitzende. Die neue Partei nahm im Zuge der Demokratisierung Nigers – 1993 fanden die ersten Mehrparteienwahlen seit der Unabhängigkeit des Landes statt – eine marginale Rolle ein.
Als Ibrahim Baré Maïnassara 1996 durch einen Militärputsch den demokratisch gewählten Staatspräsidenten Mahamane Ousmane absetzte und sich bei den umstrittenen Präsidentschaftswahlen von 1996 selbst zum Staatsoberhaupt wählen ließ, schloss sich Idi Ango Omar dem neuen Machthaber an. Er wurde in der am 23. August 1996 gebildeten Regierung Innenminister. Die Parlamentswahlen von 1996 wurden von den großen Oppositionsparteien boykottiert. Dem PMT-Albarka gelang erstmals der Einzug in die Nationalversammlung, wo die Partei zwei von 83 Sitzen gewann. In der am 1. Dezember 1997 neu zusammengestellten Regierung wurde Idi Ango Omar Minister für Landwirtschaft und Viehzucht im Rang eines Staatsministers. Staatspräsident Baré Maïnassara und seine Regierung wurden 1999 bei einem weiteren Militärputsch gestürzt. Das Militär übergab die Macht an den bei den Präsidentschaftswahlen von 1999 gewählten Politiker Mamadou Tandja von der Partei MNSD-Nassara. Bei den Parlamentswahlen von 1999, an denen die Opposition wieder geschlossen teilnahm, verlor der PMT-Albarka seine Sitze in der Nationalversammlung. An der Parteispitze kam es zu einem Wechsel. Abdoulkarim Mamalo übernahm von Idi Ango Omar das Amt des Vorsitzenden.
Staatspräsident Mamadou Tandja versuchte sich mittels des Verfassungsreferendums von 2009 eine umstrittene dritte Amtszeit zu sichern. Die Parlamentswahlen von 2009 wurden daraufhin von den großen Oppositionsparteien boykottiert und der PMT-Albarka zog mit einem Abgeordneten erneut in die Nationalversammlung ein. Allerdings wurde Tandja bereits 2010 durch einen Militärputsch gestürzt. Bei den Parlamentswahlen von 2011 verfehlte der PMT-Albarka den Wiedereinzug in die Nationalversammlung. Die Partei unterstützte bei den Präsidentschaftswahlen von 2011 den MNSD-Nassara-Kandidaten Seini Oumarou, der sich jedoch Mahamadou Issoufou vom PNDS-Tarayya geschlagen geben musste.